# Степанов Микита Юрійович
Микита Степанов (біл. Мікіта Юр'евіч Сцяпанаў, нар. 6 квітня 1996, Смолевичі) — білоруський футболіст, півзахисник клубу «Динамо» (Брест) та національної збірної Білорусі. Виступав також за низку білоруських і закордонних клубів.

## Клубна кар'єра
Микита Степанов народився 1996 року в місті Смолевичі, та є вихованцем футбольної школи місцевого клубу «Смолевичі». У 2013 році Степанов розпочав грати в основній команді клубу, в якій виступав до 2017 року, взявши участь у 88 матчах чемпіонату. У 2017 році футболіст перейшов до мінського «Променя», в якому грав до кінця 2018 року. У 2019 році мінський «Промінь» об'єднався з могильовським клубом «Дніпро» в новий клуб «Дняпро», в якому Степанов грав протягом 2019 року.
У 2020 році Микита Степанов грав у складі клубу «Торпедо-БелАЗ», а в 2022 році в складі клубу «Німан» (Гродно). У 2021—2022 роках футболіст грав у складі клубу «Іслоч», а з початку 2023 до кінця 2024 року грав у складі казахського клубу «Атирау».
З початку 2025 року Степанов грає у складі клубу «Динамо» (Брест).

## Виступи за збірні
Протягом 2017—2018 років Микита Степанов грав у складі молодіжної збірної Білорусі. На молодіжному рівні зіграв у 4 офіційних матчах.
У 2020 році Степанов зіграв свій єдиний матч у складі національної збірної Білорусі.